# Умершие в июне 2011 года
Это список известных людей, соответствующих установленным критериям значимости (см. Википедия:Критерии значимости персоналий), умерших в июне 2011 года.
Причина смерти указывается лишь в исключительных случаях (убийство, самоубийство, гибель в результате военных действий, смертная казнь, ДТП или несчастные случаи). В остальных случаях — не указывается.

## Список

### 1 июня
- Дар, Мунир (76) — пакистанский спортсмен, чемпион летних Олимпийских игр в Риме (1960) по хоккею на траве, серебряный призёр летних Олимпийских игр в Мельбурне (1956) и Токио (1964)[1].
- Демидовцев, Марк Васильевич (82) — бывший главный дизайнер АвтоВАЗа.[2]
- Отеро, Маноло (70) — испанский актёр и певец [www.kino-teatr.ru/kino/acter/euro/162480/bio/]
- Сахаби, Хале (54) — иранская активистка оппозиции и борец за права женщин[3].

### 2 июня
- Богаев, Сергей Иванович (49) — российский музыкант, основатель и лидер архангельской группы «Облачный край»[4].
- Брайант, Рэй (79) — американский джазовый пианист, композитор[5].
- Казеев, Владимир Александрович (56) — министр социальной защиты населения Республики Мордовия (с 2006)[6].
- Петерсон, Уолтер (88) — американский политик, губернатор штата Нью-Гэмпшир (1969—1973)[7].
- Розенберг, Джоэл (57) — американский писатель канадского происхождения, автор научно-фантастических произведений[8].
- Рэдмонд, Гарри (младший) (101) — американский создатель спецэффектов.[9]
- Харт, Жозефин (69) — британская писательница и сценарист (Ущерб)[10].
- Юртаев, Леонид Николаевич (52) — киргизский, ранее советский шахматист, международный мастер[11].
- Яницкий, Юлиуш (79) — польский актёр, сценарист и режиссёр[12].
- Гужване Вадим Георгиевич(58)- Заслуженный мастер, Почетный нефтяник ОАО «Сургутнефтегаз».

### 3 июня
- Арнесс, Джеймс (88) — американский актёр. (Нечто из иного мира, Они)[13]
- Боуг, Уолли (90) — американский актёр[14].
- Карлин Мириам (85) — британская актриса[15].
- Кеворкян, Джек (83) — американский врач, популяризатор эвтаназии[16].
- Лал, Бхаджан (80) — индийский политический деятель, премьер-министр штата Харьяна (1979—1985, 1991—1996)[17].
- Офер, Семи (89) — израильский мультимиллиардер[18].
- Россел, Ян ван (86) — нидерландский футболист, игрок Виллем II и сборной Нидерландов[19].
- Чулафич, Доброслав (85) — председатель Верховного комитета ЦК Союза коммунистов Черногории (1982—1984), министр внутренних дел СФРЮ (1984—1989)[20].
- Эймис, Ли Джей (90) – американский художник[21].

### 4 июня
- Блюм, Арлен Викторович (78) — доктор филологических наук, профессор Санкт-Петербургского государственного университета культуры и искусства, специалист по истории отечественной цензуры[22].
- Браун, Лилиан Джексон (97) — американская писательница[23].
- Буркин, Иван Афанасьевич (92) — русский поэт второй волны эмиграции.
- Гаррель, Морис (88) — французский актёр и основатель актёрско-режиссёрской династии, отец Филиппа Гарреля, дед Луи Гарреля и Эстер Гаррель. [www.kino-teatr.ru/kino/acter/euro/106091/bio/]
- Дюрлэчер, Линдсей (36) — американский спортсмен, бронзовый призёр чемпионата мира по греко-римской борьбе (2006)[24].
- Зандман, Феликс (83-84) — американский учёный, основатель компании «Vishay Intertechnology»[25].
- Иглбергер, Лоуренс (80) — государственный секретарь США (1992—1993)[26].
- Линдгрен, Бо (84) — шведский шахматный композитор, гроссмейстер (1980) и международный арбитр (1966) по шахматной композиции, журналист[27].
- Луис, Хуан Франко (70) — губернатор Американских Виргинских остров (1978—1987)[27].
- Рашент, Мартин (63) — английский музыкант и продюсер[28].
- Тейлор, Бетти (91) — американская актриса[29].
- Хьюлетт, Дональд (88) — британский актёр[30].

### 5 июня
- Белянчикова, Юлия Васильевна (70) — заслуженный врач РСФСР, ведущая телепрограммы «Здоровье»[31].
- Бота, Леон (26) — южноафриканский художник и музыкальный исполнитель; сердечная недостаточность, связанная с прогерией[32].  (афр.)
- Мартенс, Людо (65) — бельгийский историк («Запрещённый Сталин или Другой взгляд на Сталина») и политический деятель, председатель Бельгийской партии труда[33].
- Надеждина, Надежда Владимировна (87) — актриса Омского академического театра драмы, заслуженная артистка РСФСР, первая жена актёра Михаила Пуговкина. [www.kino-teatr.ru/teatr/acter/w/ros/19831/bio/]
- Пёрпер, Кеннет (79) — американский хоккеист, серебряный призёр зимних Олимпийских игр в Кортина-д’Ампеццо (1956)[34].
- Оливье, Селестен (80) — французский футболист, игрок национальной сборной, бронзовый призёр (3 место) Чемпионата мира по футболу (1958)[35].
- Рустамов, Узбек Агзамович (84) — Советский государственный деятель.

### 6 июня
- Брайен, Дерек (34) — ирландский мотогонщик, погиб в результате аварии[36].
- Гонсалес, Бенджамин (53) — испанский спортсмен, серебряный призёр чемпионата мира по лёгкой атлетики в помещении в беге на 800 м. (1985), бронзовый призёр чемпионата Европы по лёгкой атлетике в помещении в беге на 400 м. (1982)[37]
- Клосс, Билл (89) – американский баскетболист и тренер[38].
- Конон, Владимир Михайлович (77) — белорусский философ и литературовед[39].
- Костелло, Деклан (85) — генеральный прокурор Ирландии (1973—1977)[40].
- Курилович, Стефан (62) — польский архитектор, авиакатастрофа[41].
- Мироненко, Юзеф Николаевич (73) — советский и российский актёр театра и кино. [www.kino-teatr.ru/kino/acter/m/ros/5590/bio/]
- Нив, Амнон (81) — ведущий израильский архитектор и градостроитель.
- Оути, Масаси (67) — японский тяжёлоалет, серебряный призёр летних Олимпийских игр в Мехико, (1968), бронзовый призёр летних Олимпийских игр в Токио (1964)[42].
- Терно, Валентин Семёнович (80) — ученый, врач, педагог, писатель.
- Шрек (овца) (16) – мериносовый баран из Новой Зеландии[43].

### 7 июня
- Боршевич, Ион (82) — молдавский академик и политический деятель[44].
- Лавров, Владимир Сергеевич (91) — советский дипломат, Чрезвычайный и Полномочный Посол СССР в Кении (1964—1967), Нидерландах (1967—1973), Швейцарии (1977—1983), Турции (1983—1987)[45].
- Пемпер, Мечислав (91) — помощник и сподвижник немецкого бизнесмена Оскара Шиндлера, один из составителей списка Шиндлера[46].
- Садиков, Максуд Ибнугаджарович (48) — ректор Института теологии в Дагестане; убийство[47].
- Семпрун, Хорхе (87) — французский и испанский писатель, общественный и государственный деятель, Министр культуры Испании (1988—1991)[48].
- Стерн, Леонард (87) — американский сценарист, продюсер и режиссёр, лауреат премий «Эмми» и «Золотой глобус»[49].
- Текере, Эдгар (74) — зимбабвийский политический деятель, министр труда и планирования трудовых ресурсов (1980—1989)[50].
- Фонс, Анхелино (75) — испанский сценарист и режиссёр[51].
- Цафрони, Габриэль (98) — патриарх израильской журналистики[52].
- Цуркан, Игорь (48) — президент федерации тенниса Молдавии; умер от травм, полученных при взрыве автомобиля[53].
- Эрнандес, Хенаро (45) — американский боксёр, чемпион мира во втором полулёгком весе (1991—1995, 1997—1998)[54].

### 8 июня
- Абрагам, Анатоль (96) — французский физик, член Парижской Академии наук[55].
- Вавилов, Игорь Александрович (45) — российский поэт и журналист, член Союза писателей России; обширный инфаркт[56]
- Маккензи, Джон (83) — британский кинорежиссёр «Долгая страстная пятница»[57].
- Мартяшева, Наталия Дмитриевна (23) — российская спортсменка, чемпионка XIII Летних Паралимпийских игр (2008) по настольному теннису[58].
- Мэсси, Пол (78) — канадский актёр, обладатель кинопремии BAFTA (1958)[59].
- Попович, Стив (68) — основатель, президент Кливленд Интернэшенел Рекордс   (недоступная ссылка)
- Рубин, Алан (68) — американский музыкант и актёр[60].
- Рудзикас, Зенонас Рокас (80) — литовский ученый-физик, президент Академии наук Литвы (2003—2009)[61].
- Скелтон, Рой (79) — британский актёр[62]

### 9 июня
- Винник, Павел Борисович (85) — советский и российский актёр, Народный артист Российской Федерации. [www.kino-teatr.ru/kino/acter/ros/769/bio/]
- Грунда, Александр Андреевич (53) — советский и российский актёр, Заслуженный артист Российской Федерации (2005). [www.kino-teatr.ru/kino/acter/m/ros/12301/bio/]
- Каваками, Томоко (41) — сэйю.
- Калашников, Александр Николаевич (55) — российский театральный деятель, режиссёр, организатор театрального фестиваля любительских театров «Бумборамбия»[63].
- Каталинский, Йосип (63) — югославский футболист, игрок национальной сборной (1972—1977)[64].
- Левейе, Клод (78) — канадский актёр и композитор[65].
- Мисько, Павел Андреевич (80) — белорусский писатель-фантаст[66].
- Митчелл, Майк (55) — американский баскетболист[67].
- Туманов, Владимир Александрович (84) — советский и российский юрист, председатель Конституционного суда Российской Федерации в 1995—1997 годах.[68]
- Фахри, Джамиль (67) — пакистанский актёр[69].
- Хусайн, Макбул Фида (95) — индийский художник[70].
- Шалин, Владимир Радиевич (46) — советский и российский футболист и тренер, игрок команды Динамо (Москва) (1982—1985)[71].

### 10 июня
- Абди Шакур Шейх Хасан — министр внутренних дел Сомали, теракт[72].
- Белимов, Сергей Александрович (61) — русский композитор, педагог, изобретатель нового музыкального инструмента кордепиано.
- Буданов, Юрий Дмитриевич (47) — российский офицер, бывший полковник, убийство[73].
- Вальдофф, Свен-Олоф (82) — шведский композитор, дирижёр, актёр[74].
- Кязимзаде, Агшин — заслуженный журналист Азербайджана[75].
- Ленихан, Брайан (52) — ирландский политик, министр финансов (2008—2011), рак[76].
- Ли-Фермор, Патрик (96) — британский писатель, сценарист («Корни неба») и путешественник[77].
- Калиандро, Козимо (29) — итальянский спортсмен, чемпион Европы по лёгкой атлетике в помещении в беге на 3000 м[78]
- Фермор, Патрик Ли (96) – британский писатель, учёный и солдат, сыгравший видную роль в Критском сопротивлении в годы Второй мировой войны[79].
- Шамаа, Мухаммад Хассан (76) — 1 из 8-и основателей палестинского движения Хамас[80].
- Швиммер, Адольф Вильям (93) — основатель и первый генеральный директор израильского концерна «Таасия Авирит»[81].

### 11 июня
- Голдратт, Элияху (64) — создатель теории ограничений, автор бестселлеров в сфере бизнеса и научно-популярной литературы[82].
- Дей, Джйотирмой — индийский журналист, убийство[83].
- Долина, Виталий Иванович (80) — советский и российский телеоператор, лауреат Государственной премии РСФСР (1982)[84].
- Путнам, Сет (43) — американский музыкант, создатель группы Anal Cunt[85].
- Силицкий, Виталий Вячеславович (38) — белорусский политолог, первый директор Белорусского института стратегических исследований (BISS)[86].
- Фишер, Гуннар (100) — шведский кинооператор, снявший многие фильмы Ингмара Бергмана. [www.kino-teatr.ru/kino/operator/euro/128822/bio/]

### 12 июня
- Гарднер, Карл (83) — основатель и лидер американской рок-н-ролл группы «The Coasters»[87].
- Зверев, Валентин Ильич (69) — российский и советский флейтист и дирижёр.
- Зискин, Лора (61) — американский продюсер фильмов «А как же Боб?», «Красотка», четырёх частей фильма о Человеке-Пауке. [www.kino-teatr.ru/kino/producer/hollywood/53622/bio/]
- Кузьмичёв, Анатолий Петрович (88) — советский писатель-прозаик.
- Сабер, Хода — иранский оппозиционный журналист, умер в результате голодовки в тюрьме[88].
- Хосперс, Джон (93) — американский философ, первый кандидат в президенты США от Либертарианской партии (1972)[89].

### 13 июня
- Давлесов, Насыр (82) — киргизский композитор, глава Союза композиторов, народный артист Кыргызстана[90].
- Иманкалыкова, Зуракан (87) — бывший первый заместитель председателя президиума Верховного Совета Киргизской ССР, депутат Верховного Совета СССР[91].
- Лим Сан Гю — бывший южнокорейский министр сельского хозяйства, самоубийство[92].
- Худяков, Глеб Иванович (82) — советский и российский геолог, член-корреспондент РАН, лауреат Государственной премии СССР[93].

### 14 июня
- Аснер, Миливой (98) — нацистский военный преступник, шеф хорватской полиции в годы Второй мировой войны[94].
- Рамирес Окампо, Аугусто (77) — министр иностранных дел Колумбии (1984—1986)[95].
- Спешнев, Николай Алексеевич (79) — советский и российский ученый-синолог, доктор филологических наук, профессор[96].
- Столярская, Данута Альфредовна (81) — советская киноактриса, заслуженная артистка РСФСР; сердечный приступ. [www.kino-teatr.ru/kino/acter/w/sov/4125/bio/]
- Шамони, Петер (77) — немецкий режиссёр, обладатель "Серебряного медведя " 16-го Берлинского кинофестиваля (1968), номинант на премию Оскар (1972)[97].

### 15 июня
- Баннер, Боб (89) — американский продюсер и режиссёр[98].
- Йоко Бек, Шарлотта (94) — дзенский учитель в США, автор книг[99].
- Павлов, Валентин Петрович (68) — алтайский журналист Заслуженный работник культуры Российской Федерации, ветеран труда ИТАР-ТАСС[100].
- Столбов, Павел Афанасьевич (81) — советский гимнаст, чемпион летних Олимпийских игр в Мельбурне (1956) в командных соревнованиях, чемпион мира (1958) в командных соревнованиях, чемпион Европы (1959) на перекладине, пятикратный чемпион СССР, многократный серебряный и бронзовый призёр мира, Европы и СССР, заслуженный мастер спорта СССР, судья международной категории[101].
- Тулепбаев, Байдабек Ахмедович (89) — казахский советский историк и партийный деятель.
- Шорт, Апенера (95) — представитель Великобритании на островах Кука (1990—2000)[102].

### 16 июня
- Абдулаев, Эркебек (59) — советский киргизский разведчик[103].
- Баграмов, Владимир Игоревич (67) — поэт, писатель-фантаст, драматург, автор и исполнитель авторских песен, член Союза писателей Узбекистана, Заслуженный артист Республики Узбекистан[104].
- Касымбеков, Тологон (80) — Народный писатель Кыргызской Республики, Герой Кыргызской Республики, бывший председатель Союза писателей Кыргызстана[105].
- Макитало, Остин (72)— шведский электротехник, «отец мобильных технологий»[106].
- Хуссейн, Абрар (46) — пакистанский боксёр, участник трёх летних Олимпийских игр (1984, 1988, 1992), убийство[107].

### 17 июня
- Бруннер, Ангела (80) — немецкая актриса[108].
- Мильграм, Леонид Исидорович (90) — директор московской школы № 45, Народный учитель СССР[109].
- Уайт, Роберт (87) — американский сценарист[110].
- Шарон, Натан (85) — израильский биохимик.

### 18 июня
- Бизингер, Ульрих (77) — немецкий футболист, чемпион мира 1954 года.[111] Архивировано 30 июля 2012 года.
- Боннэр, Елена Георгиевна (88) — советский и российский общественный деятель, правозащитник, диссидент, публицист. Вдова академика Андрея Сахарова[112].
- Ибрагимли, Мирэмиль — азербайджанский борец, чемпион мира по борьбе без правил[113]
- Карла, Вилза (75) — бразильская актриса[114].
- Клемонс, Кларенс (69) — американский саксофонист[115].
- Сидоров, Геннадий Александрович (48) — советский и российский актёр и кинорежиссёр; сердечный приступ. [www.kino-teatr.ru/kino/director/ros/11068/bio/]
- Тулепбаев, Байдабек Ахметович (89) — казахстанский учёный, член-корреспондент РАН, академик НАН РК, доктор исторических наук, общественный деятель[116].
- Фрай, Карл (94) — швейцарский гимнаст, чемпион летних Олимпийских игр в Лондоне (1948) на кольцах[117].
- Хоу, Брайан (62) — британский антивоенный активист[118].
- Чилуба, Фредерик (68) — президент Замбии (1991—2002)[119].
- Шуфа, Марек (56) — польский пилот-ас, член национальной сборной по воздушной акробатике, авиакатастрофа[120].

### 19 июня
- Даймонд, Дон (90) — американский актёр[121].
- Комков, Андрей — российский режиссёр телевизионных фильмов, автокатастрофа [www.kino-teatr.ru/kino/director/ros/28330/bio/]
- Райан, Алан (68) — американский писатель-фантаст[122].
- Решетников, Фёдор Григорьевич (91) — советский и российский химик, академик РАН[123].

### 20 июня
- Данн, Райан (34) — американский актёр, один из создателей и основных актёров шоу «Чудаки», «Квартирный погром»; автокатастрофа[124].
- Дзантиев, Казбек Борисович (59) — министр внутренних дел Северной Осетии (1996—2004); инфаркт[125].
- Другаль, Сергей Александрович (84) — российский писатель-фантаст и инженер-изобретатель[126].
- Зверев, Валентин Ильич (69) — российский и советский флейтист и дирижёр.
- Исаев, Магомет Измайлович (83) — доктор филологических наук, профессор, академик РАЕН, академик Международной академии информатизации, главный научный сотрудник сектора национально-языковых проблем РФ Института языкознания РАН, Заслуженный деятель науки Российской Федерации[127].
- Краснов, Альберт Павлович (79) — казахстанский футболист Кайрат и спортивный журналист[128].
- Левковская, София Сергеевна (45) — российский композитор. [www.kino-teatr.ru/kino/composer/ros/249258/bio/]
- Нагний, Виктория Александровна (54) — глава Харьковского областного отделения Антимонопольного комитета Украины (1994—2010)[129].
- Паттерсон, Оттилия (79) — первая британская исполнительница блюза.[130]
- Петтай, Владимир Леонидович (38) — футбольный арбитр ФИФА, судил матчи Премьер-лиги; погиб в авиакатастрофе под Петрозаводском[131].
- Рыжов, Сергей Борисович (51) — директор и генеральный конструктор ОКБ «Гидропресс», входящей в концерн «Росатом», авиакатастрофа[132].
- Гирай, Исмаил Сафа (80) — министр иностранных дел Турции (1991)[133].

### 21 июня
- Бочкарёв, Юрий Георгиевич (72) — министр энергетики Украины (1996—1997)[134].
- Гомес Валентин, Мария (114) — бразильская долгожительница, старейший житель Земли с 4 ноября 2010 г; дисфункция внутренних органов[135].
- Коробейников, Александр Павлович (62) — советский биатлонист, мастер спорта СССР международного класса[136].
- Сухих, Валерий Васильевич (68) — российский историк, археолог, краевед[137].
- Шибаева, Нина Владимировна (75) — российский тренер по художественной гимнастике и спортивный деятель, президент Всероссийской федерации художественной гимнастики (1995—2001)[138].

### 22 июня
- Агапов, Михаил Михайлович (47) — советский и российский футболист и игрок в мини-футбол, мини-футбольный тренер, бронзовый призёр чемпионата Европы среди юношей до 19 лет (1982)[139].
- Асмал, Кадер (76) — южноафриканский политик, министр водных ресурсов и лесного хозяйства (1994—1999), министр образования (1999—2004)[140].
- Битков, Анатолий Михайлович (38) — российский журналист, главный редактор телеканала «Колыма Плюс»; убийство[141].
- Земан, Збинек (82) — британский историк чешского происхождения. Профессор[142].
- Лисицына, Мария Иосифовна (90) — заслуженный учитель школы РСФСР, Герой Социалистического Труда[143].
- Муталов, Гайнетдин Хайретдинович (81) — заслуженный деятель искусств Российской Федерации, народный артист Республики Башкортостан, главный дирижёр Башкирского театра оперы и балета (1973—1980)[144].
- Рейфил, Дэвид (87) — американский сценарист, обладатель кинопремии «Сезар» («Прямой репортаж о смерти», 1981)[145]
- Трифонов, Леонид Николаевич (68) — Заслуженный учитель Российской Федерации, Председатель Псковской городской Думы (2002—2007), секретарь Общественной палаты Псковской области (с 2009)[146].
- Хочкисс Харли (83) — председатель совета директоров НХЛ (1995—2007)[147].

### 23 июня
- Ачалов, Владислав Алексеевич (65) — бывший заместитель министра обороны СССР, генерал-полковник (1989)[148].
- Воронин, Геннадий Анатольевич (65) — российский актёр, сценарист и режиссёр. [www.kino-teatr.ru/kino/acter/m/sov/21419/bio/]
- Дерош-Ноблькур, Кристина (97) — французский египтолог и писатель (Тутанхамон. Сын Осириса)[149].
- Колан, Джин (84) — американский художник, создававший комиксы для издательства Marvel Comics. (Сорвиголова, Говард-утка, Гробница Дракулы)[150].
- Маршалл, Деннис (25) — пуэрто-риканский футболист, игрок национальной сборной, автокатастрофа[151].
- Руффини, Аттилио (85) — министр обороны Италии (1977—1980), министр иностранных дел (1980)[152].
- Стейнер, Фред (88) — американский композитор[153].
- Темушев, Виктор Николаевич (36) — белорусский историк; рак[154].
- Фальк, Питер (83) — американский актёр, исполнитель роли лейтенанта Коломбо в сериале «Коломбо», двукратный номинант на премию «Оскар», лауреат премий «Золотой глобус», «Эмми»[155].

### 24 июня
- Гатаев, Валерий Закирович (72) — советский и российский актёр, Народный артист РСФСР[156].
- Ивич, Томислав (77) — югославский и хорватский футбольный тренер[157].
- Спенсер, Фредерик (85) — американский журналист, лауреат Пулитцеровской премии (1974)[158].

### 25 июня
- Гринберг, Мартин (70) — американский антологист и издатель научной фантастики[159].
- Мирошкина, Майя Петровна (72) — советский режиссёр-мультипликатор. [www.kino-teatr.ru/kino/director/sov/266395/bio/]
- Михайлов, Виктор Никитович (77) — российский физик-ядерщик и организатор атомной отрасли, академик РАН (1997), министр РФ по атомной энергии (1992—1998)[160].
- Неймохов, Егор Петрович (61) — народный писатель Якутии[161].
- Плейтен, Элис (63) — американская актриса[162].
- Тайзек, Маргарет (79) — британская актриса[163].

### 26 июня
- Беверен, Ян ван (63) — нидерландский футболист, игрок ПСВ и сборной Нидерландов[164]..
- Петрова Елена Михайловна(ЛЕКСА) 31.05.1990-26.06.2011. г.Улан-Удэ. Похоронена в г.Улан-Удэ на [Центральном кладбище п.Стеклозавод. квартал 4, сектор 4.]
- Варшавский, Рафаэль Иосифович (?) — кларнетист, артист симфонического оркестра Государственной концертной организации Иркутской областной филармонии, заслуженный артист России[165].
- Моррис, Роберт (старший) (78) — американский криптограф, один из разработчиков оперативной системы UNIX[166][167].
- Грейнем Ратгауз (76) — российский литературовед, литературный критик, переводчик.
- Сомов, Иван Константинович (89) — Герой Советского Союза.
- Уилкинс, Барри (64) — ка*надский хоккеист[168]
- Феллоуз, Эдит (88) — американская актриса. [www.kino-teatr.ru/kino/acter/hollywood/106678/works/]
- Шейл, Кристофер (56) — председатель Ассоциации консерваторов Западного Оксфордшира, глава избирательного штаба Премьер-министра Великобритании Дэвида Кэмерона[169].

### 27 июня
- Габлия, Адиль (70) — муфтий, председатель Духовного управления мусульман Абхазии[170].
- Дойл, Майк (64) — английский футболист, полузащитник «Манчестер Сити» (1965—1978)[171].
- Ельянов, Яков Исаакович (91) — заслуженный тренер СССР и России по легкой атлетике[172].
- Олсен, Эрлинг (84) — датский политик, министр жилищного строительства (1978—1982), министр юстиции (1993—1994), спикер Фолькетинга (1994—1998)[173].
- Элейн Стюарт (82) — американская актриса[174].

### 28 июня
- Белашов, Александр Михайлович (78) — российский художник-анималист, заслуженный художник РСФСР, Лауреат Государственной премии РФ, действительный член Российской академии художеств[175].
- Захаров, Николай Дмитриевич (88) — ветеран Великой Отечественной войны, Герой Советского Союза[176]
- Климас, Валентинас (53) — литовский актёр. [www.kino-teatr.ru/kino/acter/m/post/30407/bio/]
- Мажуков, Алексей Сергеевич (75) — советский композитор, заслуженный деятель искусств Российской Федерации (1996)[177].
- Новиков, Александр Иванович (64) — бывший заместитель руководителя аппарата мэра Москвы; самоубийство[178].

### 29 июня
- Ларри Богданов (64) — американский архитектор[179].
- Бугаенко, Валерий Николаевич (60) — руководитель Федерального агентства связи (Россвязь)[180].
- Гобби, Стефано (81) — итальянский священник, основатель Марианского движения священников[181]. Архивная копия от 26 сентября 2011 на Wayback Machine
- Долгушин, Сергей Фёдорович (90) — советский лётчик, Герой Советского Союза (1942)[182].
- Кастелло, Билли (55) — американский боксёр, чемпион мира во втором полусреднем весе (1984—1985)[183]
- Кучко, Владимир Васильевич (64) — советский и российский журналист-международник, заместитель Генерального директора ИТАР-ТАСС[184].
- Наджафзаде, Кямиль (81) — азербайджанский живописец, Народный художник Азербайджана[185].
- Чайников, Геннадий — бывший министр культуры Удмуртской республики[186].
- Шпак, Анатолий Петрович (62) — материаловед, специалист в области спектроскопии поверхности твёрдого тела, академик Национальной академии наук Украины[187].

### 30 июня
- Дилленбург, Альберт Жан-Жанович (49) — советский и французский волейболист, игрок сборной СССР (1983—1985). Двукратный чемпион Европы (1983 и 1985)[188].
- Николаева, Елена Михайловна (75) — российский поэт, переводчик и редактор, член Союза писателей России[189].
- Овечкин, Анатолий Петрович (87) — бывший командир Харьковского объединенного авиационного отряда (1959—1979), Заслуженный пилот СССР[190].
- Панков, Илья Михайлович (88) — Герой Советского Союза.
- Штерцински, Георг (75) — немецкий кардинал-священник, архиепископ Берлина (1989—2011)[191].